# 극장판 요괴워치: 요괴학원 Y 고양이는 HERO가 될 수 있을까
《극장판 요괴워치: 요괴학원 Y 고양이는 HERO가 될 수 있는가》(일본어: 映画 妖怪ウォッチ 妖怪学園Y 猫はHEROになれるか)은 2019년 12월 13일에 개봉된 일본의 애니메이션 영화이다. 《요괴워치》의 여섯번째 극장판이다.